# Norges söner
Norges söner (norska: Sønner av Norge) är en norsk svartvit komedifilm från 1961 i regi av Øyvind Vennerød. I rollerna ses bland andra Inger Marie Andersen, Odd Borg och Arne Bang-Hansen.

## Handling
På Solbråten är människorna upptagna med vardagens många sysslor. Männen är så upptagna att de nästan inte har tid att äta och sova.

## Rollista
| - Inger Marie Andersen – Randi Sørensen, Gunnars fru - Odd Borg – Gunnar Sørensen, postexpeditör - Ingerid Vardund – Eva Wikdahl, tandläkare - Turid Balke – fru Baltzersen - Arne Bang-Hansen – Baltzersen - Ingvald Bredangen – doktorn hos Gunnar - Wilfred Breistrand – kund - Ellen Bugge – Baltzersens sekreterare - Aagot Børseth – kund på postkontoret - Lalla Carlsen – Gunnar Sørensens mor - Kari Diesen – Alfhild Andersen, slaktarens fru - Tore Foss – Urias Ulm, kund på postkontoret - Elisabeth Granneman – skrikande dam - Gustav Adolf Hegh - Egil Hjorth-Jenssen – Setermoen, redaktör på Solbråtentidende - Willie Hoel – Anton Andersen, slaktare | - Knut Hultgren – man i hemvärnet - Ole Langerud – Michelsen - Britta Lech-Hanssen - Erling Lindahl – man på tidningsredaktionen - Grynet Molvig – Ingrid Mollbakken, anställd på postkontoret - Arvid Nilssen – bilägare på Solbråten - Randi Nordby – fru Jørgensen - Arve Opsahl – Evensen, vaktmästare - Knut Risan – abonnent - Rolf Sand – Berg, frisör - Ragnar Schreiner - Aud Schønemann – kvinna på Solbråten - Liv Uchermann Selmer - Arne Torvik – man i hemvärnet - Annema Trosdahl - Arild Trønnes – köande kvinna |

## Om filmen
Norges söner producerades av bolaget Contact Film AS med Anne Vennerød som produktionsledare. Øyvind Vennerød regisserade och skrev även manus tillsammans med Jørn Ording. Fotografer var Sverre Bergli (interiörfoto) och Ragnar Sørensen (exteriörfoto). Filmen klipptes samman av Øyvind Vennerød.
Filmen premiärvisades den 28 augusti 1961 på biograferna Saga och Soria Moria i Oslo. Filmen visades i Sveriges Televisions TV2 den 23 januari 1977 och hade då titeln Norges söner.
Norges söner blev en biosuccé, men fick ett blandat mottagande av kritikerna.